# Ungernia
Ungernia, Rod lukovičastih geofita iz porodice zvanikovki, smješten u tribus Lycorideae, dio potporodice Amaryllidoideae. Postoje 10 priznatih vrsta, sve su iz Azije (Afganistan, Iran, Kazahstan, Kirgistan, Tadžikistan, Turkmenistan, Uzbekistan).

## Vrste
1. Ungernia badghysi Botsch.
2. Ungernia ferganica Vved. ex Artjush.
3. Ungernia flava Boiss. & Hausskn.
4. Ungernia oligostroma Popov & Vved.
5. Ungernia sewerzowii (Regel) B.Fedtsch.
6. Ungernia spiralis Proskor.
7. Ungernia tadschicorum Vved. ex Artjush.
8. Ungernia trisphaera Bunge
9. Ungernia victoris Vved. ex Artjush.
10. Ungernia vvedenskyi Khamidch.